# Białoruski Związek Studentów
Białoruski Związek Studentów, biał. Беларускі студэнцкі саюз - organizacja młodych Białorusinów studiujących na Uniwersytecie Stefana Batorego w Wilnie istniejąca w latach 1920–39. 
Związek kierował się dewizą "Ajczyna i nawuka". Organem prasowym stowarzyszenia był "Nowy szliach" i "Studenckaja Dumka". 